# Betws yn Rhos
Betws yn Rhos è un centro abitato del Galles, situato nel distretto di contea di Conwy.